# رزم‌ناو کلاس کیروف
نبردناو کلاس کیروف یک کلاس از رزم‌ناوهای نیروی دریایی روسیه است. طول هر یک از این رزم‌ناوها ۲۵۲ متر و با تناژ ۲۸هزار تن می‌باشد.
این کلاس از نبردرزم‌ناوها بزرگترین نبردرزم‌ناوهای عملیاتی جهان هستند. هدف از طراحی این نوع ناوها در جنگ سرد مقابله با ناوهای هواپیمابر و ناوگان پشتیبانی آنان بود.
از این کلاس از نبردرزم‌ناوها ۴ فروند ساخته شده که تنها نبردرزمناو پتر کبیر در حال سرویس دهی است و یکی دیگر در تعمیرات اورهال هستند. این نبردرزم‌ناو، هم‌اکنون ریاست ناوگان شمال نیروی دریایی روسیه را بر عهده دارد.
هر کدام از این نبردرزم‌ناوها، میلیاردها دلار ارزش دارد به همین خاطر بر روی آن‌ها سامانه‌های دفاع هوایی همچون اس۳۰۰ اف و میانبرد تور ام ۱ و کوتاه برد kashtsan قرار دارد.

## سلاح‌ها
سلاح اصلی این رزم‌ناو، موشک گرانیت p700 با برد ۶۰۰ کیلومتر است.
این رزم‌ناو قادر به حمل سه هلیکوپتر k/27 است که نقش آن‌ها مقابله با زیر دریایی‌هاست.
این رزم‌ناو، تجهیزاتی از جمله موشک‌انداز، توپ، راکت، اژدر و سامانه‌های راداری را در اختیار دارد.

## بخش پیشران
سیستم پیشران این رزم‌ناوها بر پایهٔ ترکیب رآکتور هسته‌ای و توربین‌های بخار ساخته شده‌است. در بخش پیشران این رزم‌ناوها، دو توربین بخار به قدرت ۲۸ هزار اسب بخار با دو رآکتور هسته‌ای KN-3 با همدیگر ترکیب شده‌اند. از دو توربین بخار دیگر نیز در این رزم‌ناو استفاده شده‌است. این موتور به حدی قوی است که این رزم‌ناو غول‌پیکر را می‌تواند با سرعت ۵۶ کیلومتر بر ساعت حرکت دهد.
در مواقع ضروری که نیاز به افزایش سرعت است می‌توان از دو بویلر روغنی نیز استفاده کرد.

## زره
صفحات ۷۶ میلی‌متری زرهی دو اطراف ناحیه رآکتورها، حفاظت ترکشی سبک است.

## ساخت و بکارگیری
۴ نبردرزمناو از این کلاس ساخته شده‌اند؛ ولی هم‌اکنون فقط یکی از آن‌ها در حال خدمت است و مابقی در انتظار فرآیندهای مدرنیزاسیون هستند. در سال ۱۹۷۴ میلادی، طبق برنامهٔ اولیه قرار بر ساخت ۵ فروند از این نوع کشتی بود، اما پس از ساخته شدن چهارمین کشتی، بنا به مسائل مالی، ساخت کشتی پنجم در سال ۱۹۹۰ لغو شد. آن هم بعد از آنکه ساخت چهارمین کشتی از این کلاس، حدود ۱۰ سال به طول انجامیده بود. ۴ نبردرزمناو ساخته شده در زمان شوروی که ملقب به نام سرگئی کیروف یک قهرمان بولشویک، بودند در ابتدا به ترتیب کیروف، فرونز، کالینین و آندروپوف نام داشتند که بعد از فروپاشی دچار تغییر نام شدند و به ترتیب:
- آدمیرال یوشاکوف
- آدمیرال لازاروف
- آدمیرال نخیموف
- پطر کبیر

نامیده شدند. قرار است که این نبردرزمناوها طبق یک برنامهٔ مدرنیزاسیون، تا سال ۲۰۲۰ مدرنیزه شوند و همگی به خدمت برگردند.
با صرف نظر کردن از ناوهای هواپیمابر، این کشتی‌ها بزرگ‌ترین کشتی‌های جنگی دنیا به‌شمار می‌روند. این کشتی‌ها بودند که ایالات متحده را وادار کرد تا نبردناوهای کلاس آیووا خود را دوباره برای چند سال به خدمت فرا بخواند.

## مشخصات کلی
- پیشران: ۲ رآکتور هسته‌ای به همراه توربین‌های بخار، ۱۴۰ هزار اسب بخار
- برد: ۲۰۰۰ کیلومتر در حالت پیشران ترکیبی با سرعت ۵۶ کیلومتر بر ساعت، برد نامحدود با پیشران هسته‌ای با سرعت ۳۷ کیلومتر بر ساعت
- خدمه: ۷۲۷ نفر خدمهٔ ناو، ۱۸ نفر خدمهٔ هوایی، ۱۵ نفر پرچمدار
- سنسورها و ابزارهای تحلیل گر:

- یک رادار Voskhod MR-800 Top Pair سه بعدی در دکل جلویی
- دو رادار کمک ناوبری پالم فراند
- دو رادار تاپ دام کنترل آتش برای سیستم‌های SA-N-6
- چهار رادار کنترل آتش باس تیلت برای سیستم دفاع نزدیک AK-360
- دو رادار کنترل آتش آی بول برای سیستم SA-N-4
- سونار Horse Jaw LF hull
- سونار جست و جوی عمق متغیر Horse Tail VDS
- تسلیحات:

۲۰ تیر موشک گرانیت P-700
۱۴ تیر موشک کروز SS-N-14 Silex
۹۶ موشک SA-N-6 سامانهٔ S-300PMU
۴۴ موشک OSA-MA
۲ لانچر راکتی ۳۰۵ میلی‌متری RBU-1000
۲ لانچر راکتی ۲۵۴ میلی‌متری RBU-12000
۲ توپ ۱۰۰ میلی‌متری AK-100 دولول
۱۰ اژدر ۵۳۳ میلی‌متری AsuW
۱۰ موشک ضد زیر دریایی SS-N-15
۸ توپ گتلینگ ۳۰ میلی‌متری AK-630
- بالگردها:

۳ فروند Kamov Ka-27 "Helix" یا Ka-25 "Hormone می‌توان استفاده‌کرد.